# Jesús Gracia
Jesús Gracia Tenas (Lécera, 1922- Zaragoza, 2005) “el Perén” cantador de jotas más destacado de la segunda mitad del siglo XX, tras la muerte de José Oto.

## Carrera profesional
Nació en el pueblo de Lécera (provincia de Zaragoza), cuna de otros destacados cantantes de jota. Era hijo de Manuel Gracia “el Perén” y de Manuela Tenas “la Galana”.
Fue discípulo de Pascuala Perié y estudió con el Maestro Mariano Cebollero, pero su principal referencia fue José Oto, de quien aprendió escuchándole cantar. Obtuvo gran éxito a partir de 1944, logrando el Primer Premio de Aragón en 1945, el Extraordinario en 1948, 1950 y en 1959 (tras nueve años de prohibición para presentarse a los concursos, dejando de participar en cualquier otro desde entonces). 
En 1952 organizó junto a Demetrio Galán Bergua y José Oto, los eventos en honor de la jota en el Ateneo de Zaragoza, el de Madrid y en la Universidad de Jaca, acompañado por la Rondalla Santamaría. Junto a Radio Zaragoza desarrolló la Antología de la jota cantada, recopilación que incluyó más de cien tonadas, y se acompañó por la Rondalla Cesaraugusta, del maestro Peirona. Esta labor de investigación y recopilación supuso un importante trabajo pues grabó con su voz hasta 150 tonadas de jota diferentes. También tuvo un espacio de divulgación de la jota en Radio Nacional de España, desde octubre de 1992 a junio de 1993.
Con su agrupación, Ronda Aragonesa, cantó en gran parte de España y en Francia, Bélgica, Italia, Holanda, Portugal, Cuba y Colombia. Estuvo casado con la cantadora Piedad Gil que formaba parte de su agrupación, y con la que tuvo dos hijos (Jesús y Piedad).
La "Peña Amigos de la Jota" de la Casa de Aragón de Madrid, le concedió la "Insignia de Oro y Brillantes" en 1960. También fue Hijo Predilecto de su villa natal, Lécera, e Hijo Adoptivo de Zaragoza, cuyo Ayuntamiento le concedió su medalla en 2003. Previamente, en 1993, el Ayuntamiento de Zaragoza le distinguió poniendo su nombre en una de las calles de la ciudad, en el barrio de la Jota. El 11 de mayo de 2003, se le concedió el "Primer Cachirulo Noble de la Comarca del Bajo Aragón", y en noviembre el Cachirulo de Escatrón y el Cachirulo de Honor cuando inauguró la calle “José Oto” de Zaragoza.
El 20 de junio de 2004 el Cachirulo de Barbastro le otorgó el "Cachirulo de Honor 2004". Se le dedicó un homenaje en el Teatro Principal de Zaragoza en enero del 2004, un año antes de su fallecimiento, a los 82 años de edad.

## Discografía
- Romanzas de zarzuela, [Barcelona], Vergara, 1967;
- Jotas aragonesas, Barcelona, EMI Odeón, 1973;
- Jotas aragonesas, Barcelona, Ariola-Eurodisc, 1973;
- ¡Viva la jota!, Barcelona, Ariola, 1973;
- Las jotas a nuestra Virgen, Madrid, Columbia, 1974;
- La que más altares tiene-Baturrica, baturrica, Madrid, Columbia, s. f.